# Пока есть время
«Пока есть время» — советский художественный фильм 1987 года, снятый Борисом Шиленко на «Киностудии имени А. Довженко» по собственному сценарию, написанному совместно со Станиславом Тельнюком.
Премьера фильма состоялась 7 января 1988 года.

## Сюжет
В конце XVII века князь Черногории посылает двух казаков, Петра и Павла, и своего сына Станко на помощь украинскому полковнику Семёну Палию, который готовится к битве с ханской ордой. Во время пути товарищей атакуют турки, и в ходе схватки погибает Павел, который пожертвовал собой, чтобы спасти других. В итоге отряд казаков спасает Станко и Петра от турецких пленников.

## В ролях
- Иван Гаврилюк — Пётр
- Виктор Пивненко — Павел
- Эрнст Романов
- Лембит Ульфсак — Адамек
- Лиана Петрусенко — Галина
- Александр Понежа — Станко
- Фёдор Панасенко — паромщик
- Лесь Сердюк — Иован
- Сергей Гаврилюк — Ион
- Сергей Иушин — Джузеппе
- Михаил Голубович — Георгий
- Нурбей Камкия — юзбаши

## Съёмочная группа
- Режиссёр: Борис Шиленко
- Сценаристы: Станислав Тельнюк, Борис Шиленко
- Операторы: Виктор Политов, Вячеслав Онищенко
- Художники: Анатолий Мамонтов, Николай Поштаренко
- Звукорежиссёр: Елена Межибовская
- Композитор: Александр Злотник